# Dopaść Cartera
Dopaść Cartera (ang. Get Carter) – brytyjski film kryminalny z 1971 roku w reżyserii Mike’a Hodgesa, będący jego pełnometrażowym debiutem. Adaptacja powieści Teda Lewisa pt. Jack's Return Home. 
Zdjęcia kręcono w Newcastle-upon-Tyne i Gateshead (hrabstwo Tyne and Wear) oraz w Blackhall Rocks i Dryderdale Hall (hrabstwo Durham).

## Fabuła
Bezwzględny londyński gangster Jack Carter wraca w rodzinne strony do przemysłowego Newcastle upon Tyne, by wyjaśnić nagłą śmierć swojego brata w wypadku samochodowym, szczerze wątpiąc w jej przypadkowość.

## Obsada
- Michael Caine - Jack Carter
- Britt Ekland - Anna
- Petra Markham - Doreen
- Ian Hendry - Eric Paice
- John Osborne - Cyrill Kinnear
- Geraldine Moffat - Glenda
- Bryan Mosley - Cliff Brumby
- Alun Armstrong - Keith
- Terence Rigby - Gerald Fletcher[3]

## Nagrody i wyróżnienia
- 1972: Nominacja do nagrody BAFTA w kategorii: Najlepszy aktor drugoplanowy (Ian Hendry)